# پرنژنا
پرنژنا (به لهستانی:  Prężyna) یک روستا در لهستان است که در گمینا بیاوا (استان اوپوله) واقع شده‌است.